# Дорошкани (Јаши)
Дорошкани (рум. Doroșcani) насеље је у Румунији у округу Јаши у општини Попешти. Oпштина се налази на надморској висини од 132 m.

## Становништво
Према подацима из 2002. године у насељу је живело 724 становника, од којих су сви румунске националности.